# 大腿四頭筋

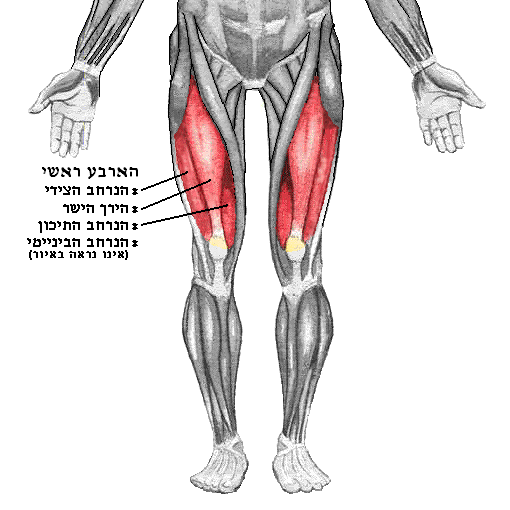
大腿四頭筋は4つの部位からできている。

大腿四頭筋（だいたいしとうきん、英語: quadriceps femoris）は、下肢の筋肉のうち、大腿骨に繋がる筋肉である大腿筋のうち、大腿骨を挟み四方に存在する筋肉の総称である。全身の筋肉の中で、最も強くて大きい筋肉である。作用は膝関節の伸展である。
大腿四頭筋には大腿直筋、外側広筋、内側広筋、中間広筋が含まれる。「第5の筋肉」である膝関節筋が含まれる場合もある。また、2016年に「第6の筋肉」である「Tensor vastus intermedius」が外側広筋と中間広筋の間に発見され、これが含まれる場合もあるが、2020年現在はまだ論文の段階であり（和訳もついていない）、これを含んだ書籍は発売されていない。

## 大腿四頭筋の筋力トレーニング
あらゆるスポーツ、特に跳躍系の種目では最重要視される筋肉の一つである。鍛えるのが比較的容易な部類の筋肉でもあり、あらゆる種類のスクワット、レッグエクステンション、レッグプレスマシンを使ったレッグプレスなどで効果的な鍛錬が可能である。それでいて鍛えたことで疲れにくい体になるなど、トレーニング効果も高い。